# یان ون در استرات
یان ون در استرات (هلندی: Jan Van der Straet؛ ۱۵۲۳ – ۱۱ فوریهٔ ۱۶۰۵) نقاش اهل بلژیک بود.
او در حدود سال ۱۵۸۰ صحنه‌ای از مرد ثروتمندی را نقاشی کرد که با استفاده از چوب گرمسیری جویاک تحت درمان بیماری سیفلیس بود. عنوان کار «آماده سازی و استفاده از گوایاکو برای درمان سیفلیس» بود. هدف این هنرمند از کشیدن این تصویر در مجموعه‌ای از کارهای خود آن بود که به دنیای جدید نشان دهد که چگونه درمان، هرچند بی تاثیر، سیفلیس در آن دوران دستاورد نخبگان اروپایی بوده است. در این کار رنگانگ و دقیق چهار خدمتکار در حال تهیه معجون به تصویر کشیده شده‌اند درحالیکه پزشک به نظر می‌رسد چیزی را در پشت خود پنهان کرده و بیمار نیز در حال نوشیدن مایعی است.